# Pelophylax

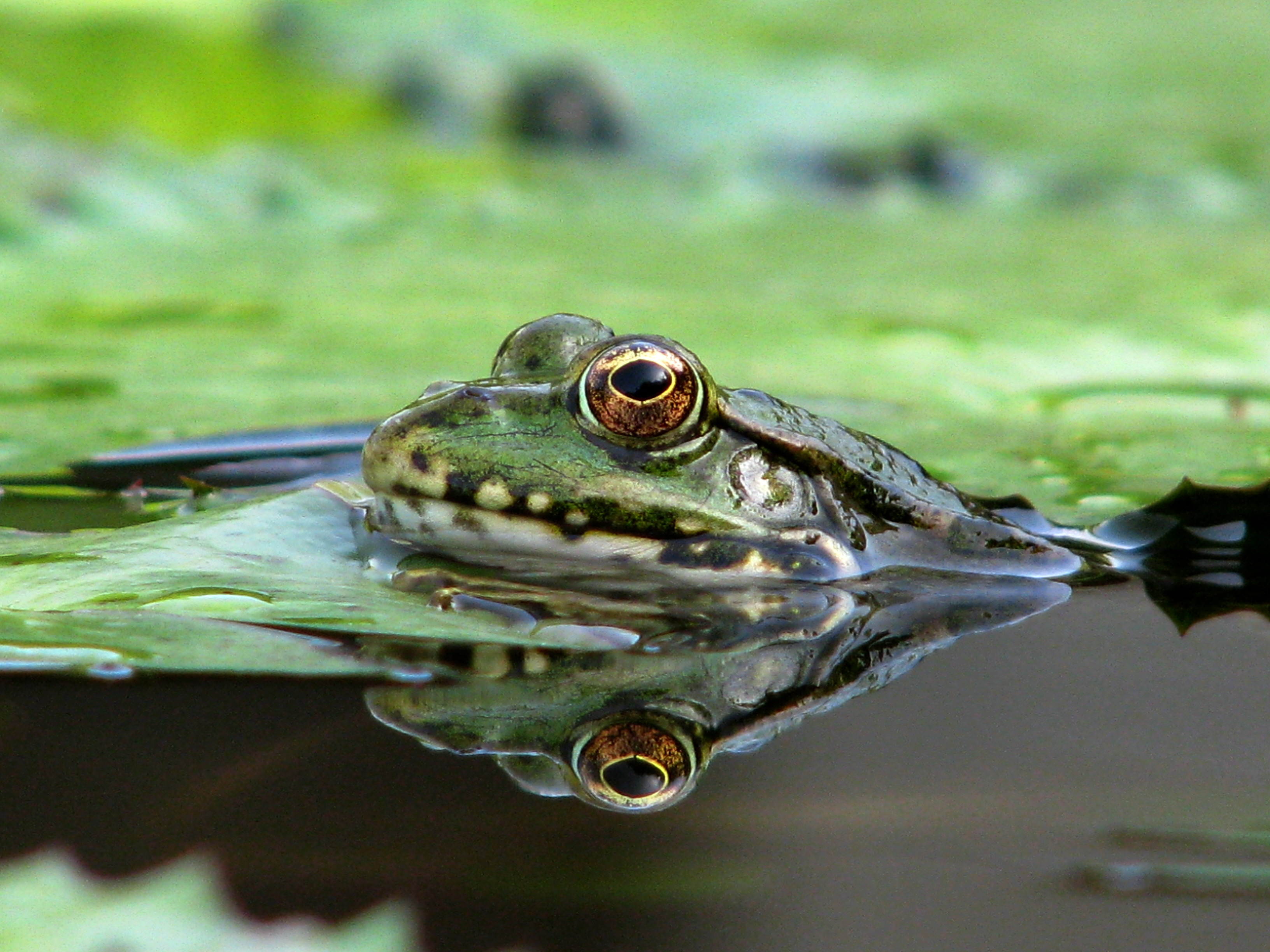
Rã-verde da espécie Pelophylax lessonae.

Pelophylax Fitzinger, 1843 é um género de rãs da família Ranidae com distribuição natural alargada na Eurásia, desde a Península Ibérica ao Extremo Oriente, e com algumas espécies no norte de África. O género agrupa as rãs com vida predominantemente aquática e coloração em geral esverdeada, o que lhes mereceu os nomes comuns de rãs-aquáticas e rãs-verdes. O taxon foi inicialmente proposto por Leopold Fitzinger, em 1843, para acomodar as rãs do Velho Mundo que considerava distintas das rãs-castanhas do género Rana proposto por Carl Linnaeus. Esta distinção foi rejeitada pela maioria dos taxonomistas dos séculos XIX e XX, mas o recurso às técnicas da filogenia molecular confirmou que a semelhança morfológica entre os grupos se deve essencialmente a convergência evolutiva, não constituindo um grupo monofilético com Rana.  Dependentes da presença de água doce, as espécies deste géneros ocorrem numa vasta gama de habitats, desde ambientes húmidos nas regiões temperadas e temperadas frias a oásis em desertos.

## Descrição
As rãs adultas do género Pelophylax alcançam um comprimento corporal (medido do focinho à região anal) que, dependendo da espécie, sexo e idade, varia entre 4,5 e 14 cm, atingindo, em casos muito raros, os 18 cm. As fêmeas são muitas vezes um pouco maiores do que os machos.
Embora a coloração predominante seja o verde, pode haver também uma forte variabilidade intra-específica de cor e padrão da coloração. A maioria das espécies apresenta uma coloração dominada por uma base de cor verde na face dorsal do corpo e nas extremidades, mas em algumas espécies dominam os tons de castanho e cinza, entre outras cores. A parte posterior do corpo é frequentemente caracterizada pela presença de pontos ou manchas escuras irregulares. Em várias espécies predominam os indivíduos que ostentam uma pronunciada linha brilhante desde o focinho até à cloaca. Ao longo do rebordo lateral da face dorsal, prolongando-se para ambos os lados, existe uma linha de glândulas salientes.
O focinho é geralmente bastante longo e pontiagudo. Os olhos estão posicionados um pouco mais juntos do que nas rãs-castanhas e orientados mais para cima do que naquelas.
Quando dobradas com o corpo em repouso, as pernas traseiras são visivelmente musculosas, o que permitir a estes animais saltos longos e uma natação vigorosa, acompanhada de movimentos de rápido mergulho. As extremidades apresentam dedos com membranas interdigitais bem desenvolvidas.
Os machos apresentam grandes sacos vocais, com a forma de grandes bochechas emparelhadas abaixo de ambos os lados da boca, usados como um amplificador de som para gerar vários tipos de chamamentos.
Dada a grande semelhança morfológica entre as espécies deste género, a utilização da morfologia exterior para a distinção entre espécies depende de determinadas proporções corporais, as quais são em geral avaliadas através da aplicação de índices biométricos, tais como a proporção do comprimento da cabeça em relação ao resto do corpo, a relação entre o comprimento corporal e o comprimento da perna, e diversas medidas das patas e das estruturas digitais. No entanto, devido às complexas composições genéticas que caracterizam a maioria das populações das espécies de Pelophylax, não é possível em todos os casos recorrendo apenas ao fenótipo proceder a uma  identificação confiável das espécies, já que com frequência ocorrem populações mistas.

## Distribuição
As espécies deste género distribuem-se por uma vasta região centrada na Eurásia, que abarca desde o norte de África, Eritreia e Europa temperada até ao Oriente Médio, Rússia, Cáucaso e Afeganistão até ao sul do extremo oriente russo. Abrange ainda importantes áreas da China e Coreia, Japão, Taiwan, Camboja, Laos, Vietname, oeste e norte da Tailândia, norte da Birmânia e nordeste da Índia. Existem populações isoladas no Alto Asir e em oásis do leste da Arábia Saudita e Barém. Foi introduzido nas Canárias, Madeira e Açores.

## Sistemática e taxonomia
Já em 1843 Leopold Fitzinger considerava a as rãs-verdes distintas das rãs-castanhas (e cinzentas), grupo que agora está adscrito ao género Rana. Deu corpo a essa distinção descrevendo o género Pelophylax nome que actualmente se considera sinónimo das espécies Pelophylax lessonae (Camerano, 1882) e Pelophylax ridibundus (Pallas, 1771).  Ao tempo tomou como espécie tipo o táxon Rana esculenta Linnaeus, 1758 (hoje reconhecido como o grupo hibridogénico Pelophylax kl. esculentus).
Apesar disso, dada a semelhança morfológica entre os membros de ambos os grupos, quase nenhum autor dos séculos XIX e XX esteve de acordo com a proposta de Fritzinger, pelo que as rãs-verdes voltaram a ser incluídas no género Rana, mantendo-se a tendência de incluir neste género todas as rãs de hábitos e aspecto similar, o que fez do género Rana um grupo com as características de taxon do tipo caixote do lixo, onde eram colocadas todas as espécies que apresentavam a clássica morfologia do tipo rã.
Contudo, na década de 2000, quando os estudos de genética molecular se tornaram mais frequentes e confiáveis, descobriu-se que Fritzinger estava certo ao erigir as rãs-verdes como um género separado. Esses estudos vieram demonstrar que Pelophylax não só é um género independente como ainda pertence a uma linhagem de Ranidae filogeneticamente afastada de Rana. Além disso demonstrara que as rãs-verdes eurasiáticas poderiam não formar uma linhagem monofilética. Dada a complexidade do agrupamento e a presença no seu seio de numerosos grupos hibridogénicos, o número exacto de espécies do género Pelophylax e dos seus taxa mais próximos tardará a ser estabelecido com precisão.
Em qualquer caso, pode-se afirmar que as rãs integradas neste género pertencem a um grupo moderadamente avançado de Ranidae – possivelmente um clado – que incluirá outros géneros como Babina, Glandirana, Hylarana e Sanguirana. Estes géneros estiveram também incluídos em Rana e não foram considerados géneros independentes até aos anos da década de 1990. Em resultado da possível parafilia de Pelophylax, parece que algumas espécies presentemente assignadas ao género estão muito próximas de Hylarana, podendo assim ser recolocadas naquele género. Esta matéria é ainda tornada mais complexa pela presença de abundantes casos de especiação hibridogenética entre as rãs verdes do Velho Mundo, o que confunde os dados obtidos pela análise de ADN.

### Origem das rãs verdes europeias

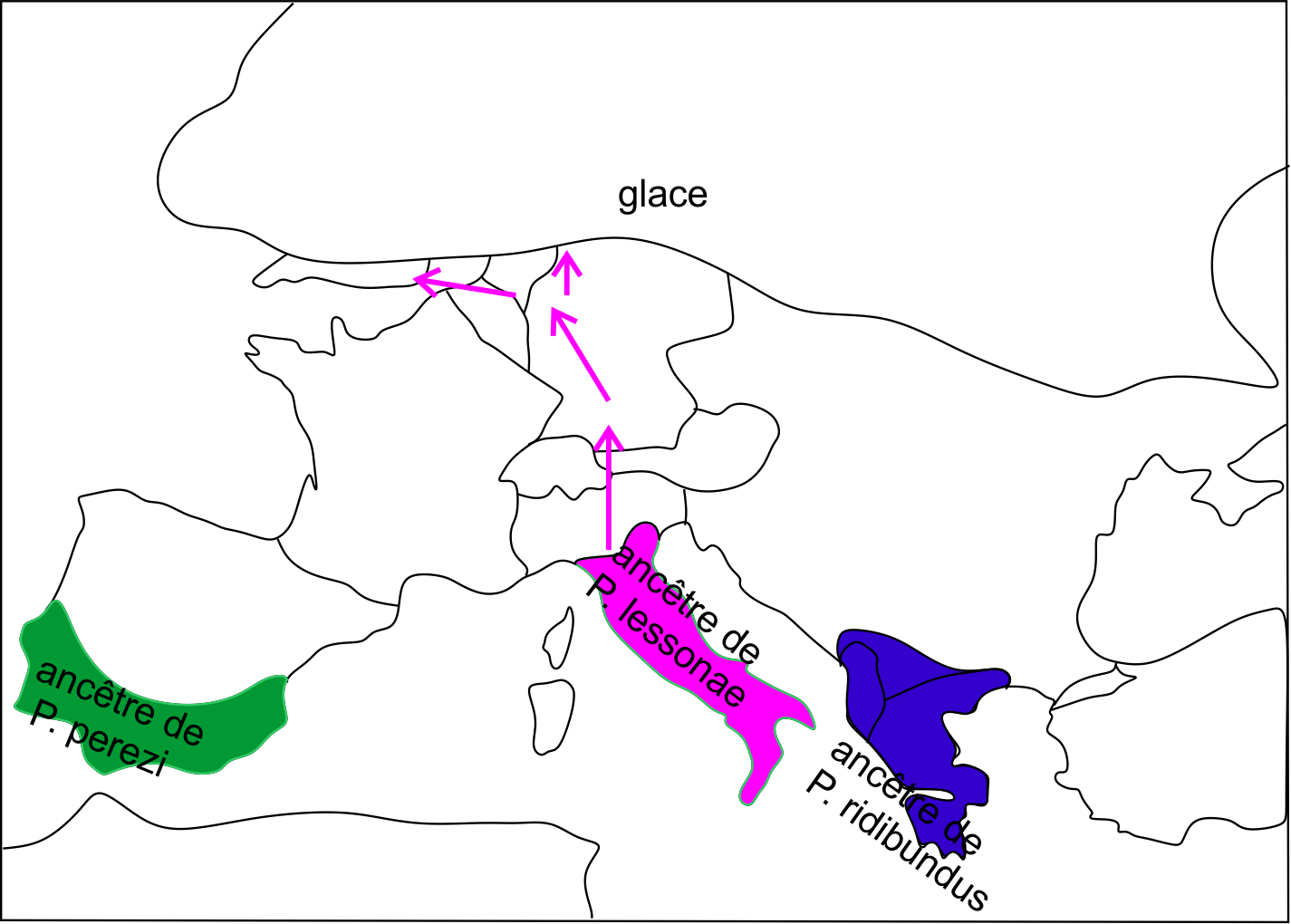
Origem das principais espécies europeias actuais do género Pelophylax a partir dos refúgios glaciais após o último máximo glaciar (segundo Patrelle (2010), Zeisset et al. 2001, Snell et al. 2005, Ohst 2008).

A especiação do género Pelophylax teve lugar a partir de 2,4 milhões de anos atrás, favorecida pelas oscilações climáticas do Plioceno e Pleistoceno. A fauna e flora europeia refugiaram-se durante os máximos glaciares nas três penínsulas do sul: Ibérica, Itálica e Balcânica. Cada um desses refúgios glaciais deu origem a uma espécie:
- Pelophylax perezi, na Península Ibérica;
- Pelophylax lessonae, na península Itálica;
- Pelophylax ridibundus, na Península Balcânica.

No final da glaciação estas espécies expandiram-se para norte, colonizando amplas áreas coincidentes, o que propiciou a hibridação entre as distintas espécies.

### Sinonímia
- Palmirana Ritgen, 1828. Nomen nudum
- Baliopygus Schultze, 1891. Tomando como espécie tipo Rana ridibunda Pallas, 1771, Max Schultze descreveu este género, 48 anos após a descrição de Fitzinger.

## Espécies

### Espécies ocidentais
- Pelophylax bedriagae (Camerano, 1882).
- Pelophylax bergeri (Günther in Engelmann, Fritzsche, Günther, and Obst, 1986).
- Pelophylax caralitanus (Arikan, 1988).
- Pelophylax cerigensis (Beerli, Hotz, Tunner, Heppich, and Uzzell, 1994).
- Pelophylax cretensis (Beerli, Hotz, Tunner, Heppich, and Uzzell, 1994).
- Pelophylax cypriensis[7] Plötner, Baier, Akın, Mazepa, Schreiber, Beerli, Litvinchuk, Bilgin, Borkin & Uzzell, 2012.
- Pelophylax demarchii (Scortecci, 1929).
- Pelophylax epeiroticus (Schneider, Sofianidou, and Kyriakopoulou-Sklavounou, 1984).
- Pelophylax kurtmuelleri (Gayda, 1940).
- Pelophylax lessonae (Camerano, 1882).
- Pelophylax perezi (López-Seoane, 1885).
- Pelophylax ridibundus (Pallas, 1771).
- Pelophylax saharicus (Boulenger in Hartert, 1913).
- Pelophylax shqipericus (Hotz, Uzzell, Günther, Tunner, and Heppich, 1987).
- Pelophylax terentievi (Mezhzherin, 1992).

### Espécies orientais
- Pelophylax chosenicus (Okada, 1931).
- Pelophylax fukienensis (Pope, 1929).
- Pelophylax hubeiensis (Fei and Ye, 1982).
- Pelophylax lateralis (Boulenger, 1887).
- Pelophylax nigromaculatus (Hallowell, 1861).
- Pelophylax plancyi (Lataste, 1880).
- Pelophylax porosus (Cope, 1868).
- Pelophylax tenggerensis (Zhao, Macey, and Papenfuss, 1988).

### Espécies hibridogénicas
- Pelophylax kl. esculentus – Rã comestível (P. lessonae × P. ridibundus)
- Pelophylax kl. grafi – Rã híbrida de Graf (P. perezi × P. ridibundus)
- Pelophylax kl. hispanicus – Rã comestível italiana (P. bergeri × P. ridibundus/P. esculentus)

#### Incertae sedis
- Hyla ranaeformis Laurenti, 1768. Dubois y Ohler em 1996 consideraram que esta espécie poderia ser incluída dentro de algum membro de Pelophylax e propuseram a combinação Rana (Pelophylax) ranaeformis. Em qualquer caso, mesmo se a inclusão em Pelophylax for aceite, o nome deveria ser tratado como nomen oblitum.
- Hyla gibbosa Lacépède, 1788.